# Eugenia hermesiana
Eugenia hermesiana är en myrtenväxtart som beskrevs av Joáo Rodrigues de Mattos. Eugenia hermesiana ingår i släktet Eugenia och familjen myrtenväxter. Inga underarter finns listade i Catalogue of Life.